# Liste der First Ladys von Sierra Leone
First Lady ist der offizielle Titel der Lebenspartnerin des Staatspräsidenten von Sierra Leone. Seit 4. April 2018 ist Fatima Maada Bio die First Lady. Das offizielle Büro der First Lady, mit dem sie sich vor allem sozialen Projekten widmet, wurde 2007 von Sia Koroma ins Leben gerufen.

## Liste der First Ladys
| Nr. | Porträt                 | First Lady                                      | Lebensdaten                   | Hochzeitstag     | Präsident (Ehemann) | Beginn der Amtszeit | Alter zu Beginn der Amtszeit | Ende der Amtszeit |
| --- | ----------------------- | ----------------------------------------------- | ----------------------------- | ---------------- | ------------------- | ------------------- | ---------------------------- | ----------------- |
| 1   |                         | Rebecca Stevens                                 | * 1908 † 9. Oktober 1990      | 1940             | Siaka Stevens       | 21. April 1971      | 62 oder 63 Jahre             | 28. November 1985 |
| 2   |                         | Hannah Victoria Lucinda Momoh (geborene Wilson) | †                             | 1967             | Joseph Saidu Momoh  | 28. November 1985   |                              | wohl 1989         |
| 3   |                         | Nippe Fatmata Momoh (geborene Sow oder Saw)     |                               |                  | Joseph Saidu Momoh  |                     |                              |                   |
| 4   |                         | Elizabeth Yangabot                              |                               |                  | Joseph Saidu Momoh  |                     |                              |                   |
| 5   |                         | Gloria Strasser                                 |                               |                  | Valentine Strasser  | 29. April 1992      |                              | 1996              |
| 6   |                         | Patricia Kabbah (geborene Tucker)               | * 17. März 1933 † 8. Mai 1998 | 1965             | Tejan Kabbah        | 1996                | 62 oder 63 Jahre             | 1998              |
| 7   | Sia Koroma              | Sia Koroma                                      | * 19. März 1958               |                  | Ernest Bai Koroma   | 17. September 2007  | 49 Jahre                     | 4. April 2018     |
| 8   | Fatima Maada Bio (2022) | Fatima Maada Bio (geborene Jabbie)              | * 27. November 1980           | 25. Oktober 2013 | Julius Maada Bio    | 4. April 2018       | 37 Jahre                     |                   |